# Phaecasiophora
Phaecasiophora is een geslacht van vlinders uit de onderfamilie Olethreutinae van de familie bladrollers (Tortricidae).

## Soorten
- Phaecasiophora amoena
- Phaecasiophora astrata
- Phaecasiophora astrosema
- Phaecasiophora attica
- Phaecasiophora auroraegera
- Phaecasiophora basicornis
- Phaecasiophora caelatrix
- Phaecasiophora caryosema
- Phaecasiophora confixana
- Phaecasiophora cornigera
- Phaecasiophora curvicosta
- Phaecasiophora decolor
- Phaecasiophora diluta
- Phaecasiophora diserta
- Phaecasiophora ectropa
- Phaecasiophora euchlanis
- Phaecasiophora fernaldana
- Phaecasiophora finitimana
- Phaecasiophora inspersa
- Phaecasiophora jubilans
- Phaecasiophora kurokoi
- Phaecasiophora leechi
- Phaecasiophora levis
- Phaecasiophora lushina
- Phaecasiophora maculosana
- Phaecasiophora niveiguttana
- Phaecasiophora obraztsovi
- Phaecasiophora pertexta
- Phaecasiophora pyragra
- Phaecasiophora roseana
- Phaecasiophora rufata
- Phaecasiophora similithaiensis
- Phaecasiophora supparallelica
- Phaecasiophora thaiensis
- Phaecasiophora turmaria
- Phaecasiophora variabilis
- Phaecasiophora walsinghami